# Гібсон (Теннессі)
Гібсон (англ. Gibson) — місто (англ. town) в США, в окрузі Ґібсон штату Теннессі. Населення — 366 осіб (2020).

## Географія
Гібсон розташований за координатами 35°52′27″ пн. ш. 88°50′39″ зх. д. / 35.87417° пн. ш. 88.84417° зх. д. (35.874302, -88.844037).  За даними Бюро перепису населення США в 2010 році місто мало площу 1,57 км², уся площа — суходіл.

## Демографія
Згідно з переписом 2010 року, у місті мешкало 396 осіб у 146 домогосподарствах у складі 103 родин. Густота населення становила 252 особи/км².  Було 168 помешкань (107/км²).
Расовий склад населення:
| - 94,9 % — білих - 3,8 % — чорних або афроамериканців - 0,3 % — азіатів |

До двох чи більше рас належало 1,0 %. Частка іспаномовних становила 0,0 % від усіх жителів.
За віковим діапазоном населення розподілялося таким чином: 28,0 % — особи молодші 18 років, 54,1 % — особи у віці 18—64 років, 17,9 % — особи у віці 65 років та старші. Медіана віку мешканця становила 38,7 року. На 100 осіб жіночої статі у місті припадало 85,9 чоловіків;  на 100 жінок у віці від 18 років та старших — 87,5 чоловіків також старших 18 років.
Середній дохід на одне домашнє господарство  становив 52 237 доларів США (медіана — 42 917), а середній дохід на одну сім'ю — 62 101 долар (медіана — 57 292). За межею бідності перебувало 6,2 % осіб, у тому числі 10,9 % дітей у віці до 18 років та 0,0 % осіб у віці 65 років та старших.
Цивільне працевлаштоване населення становило 185 осіб. Основні галузі зайнятості: виробництво — 15,7 %, роздрібна торгівля — 14,1 %, будівництво — 13,5 %, освіта, охорона здоров'я та соціальна допомога — 13,0 %.